# رستم‌نگر سهس‌پور
رستم‌نگر سهس‌پور (به انگلیسی: Rustamnagar Sahaspur) یک منطقهٔ مسکونی در هند است که در شهرستان مرادآباد واقع شده‌است.

## خصوصیات
رستم‌نگر سهس‌پور  ۱۴٬۱۹۸ نفر جمعیت دارد و ۴٬۵۵۶ متر بالاتر از سطح دریا واقع شده‌است.